# Шахрай, Василий Семёнович
Василий Семёнович Шахрай (15 июня 1923, Новороссийское, Актюбинская область — 19 февраля 2007, Тихорецк, Краснодарский край) — участник Великой Отечественной войны, полный кавалер Ордена Славы, Ветеран труда, Почётный гражданин города Тихорецка.

## Биография
Родился 16 июня 1923 года в селе Кредиковке (ныне Акжар) Новороссийского района Актюбинской области Казахской ССР в обычной крестьянской семье. Украинец
Окончил 8 классов школы и ремесленное училище. После этого работал на Актюбинском химическом комбинате.

## Великая Отечественная война
В ноябре 1942 года был призван в Армию и направлен в Астраханское военное училище.
На фронте — с июля 1943 года(Западный фронт). Член ВЛКСМ с 1943 года.
Приказом по 26 ап. 63-й стр.дивизии разведчик 1-го дивизиона 26-го артиллерийского полка 63-й Витебской стрелковой дивизии 5-я Армия рядовой Шахрай награждён медалью "За отвагу " за то, что он 15 сентября 1943 года во время прорыва сильно укрепленной обороны противника в районе дер. Большое Тишово, находясь в передовых частях пехоты и ведя разведку, обнаружил 3 станковых пулемета.1 минометную батарею,1 орудие ПТО и 1 тяжелый танк, благодаря чему все обнаруженные цели были уничтожены или подавлены.
Приказом по 26 ап. 63-й стр.дивизии №: 4/н от: 25.03.1944 года разведчик штабной батареи 26-го артиллерийского полка 63-й Витебской стрелковой дивизии 5-я Армия ефрейтор Шахрай награждён медалью "За отвагу " за то, что находясь на НП,выявил 2 артбатареи и 2 минометных батареи,3 пулемета,1 НП,7 повозок,2 орудия и скопления пехоты противника, благодаря чему все цели были уничтожены.
Приказом по 72-му стр.корпусу №: 38/н от: 26.08.1944 года разведчик штабной батареи 26-го артиллерийского полка 63-й Витебской стрелковой дивизии 5-я Армия 3-й Белорусский фронт ефрейтор Шахрай награждён орденом Отечественной войны 2-й степени за обнаружение во время прорыва обороны противника на рубеже Языково-Заворотье обнаружил 11 огневых точек,2 минометных и 1 артбатарею, и за то, что 26.04.1944 года первым переправился через реку Обоянь и уничтожил расчет немецкого орудия, чем обеспечил занятие укрепленных рубежей противника на западном берегу реки.
Приказом по 68 стр.дивизии 5-й армии №: 74 от: 10.09.1944 года разведчик штабной батареи 26-го артиллерийского полка 63-й Витебской стрелковой дивизии 5-я Армия 3-й Белорусский фронт ефрейтор Шахрай награждён орденом Славы 3-й степени за то, что во время прорыва обороны противника возле деревни Домброво обнаружил 2 артбатареи,3 минометных батареи,2 орудия ПТО,2 НП,7 пулеметных точек противника и 1 ДЗОТ,а также за то, что во время боев за г. Каунас выявил 2 пулемётных точки и 1 орудия, которые были уничтожены огнем батареи, и во время штурма г.Каунас вместе с передовыми пехотными частями одним из первых ворвался в город. В результате решительных действий контратака была сорвана, противник отступил на прежнее местоположение.
С 1944 по 1945 год прошёл с боями от Орши (Белоруссия) до Германии.
Приказом ВС 5 армии №: 3/н от: 08.01.1945 года разведчик 26-го Краснознаменного артиллерийского полка 63-й Витебской Краснознаменной стрелковой дивизии 5-я Армия 3-й Белорусский фронт ефрейтор Шахрай награждён орденом Славы 2-й степени за срыв немецкой контратаки и уничтожение огнем своего автомата 12 солдат противника.
Указом Президиума ВС СССР от: 15.04.1945 года старший разведчик 26-го артиллерийского полка 63-й стрелковой дивизии 5-я Армия 3-й Белорусский фронт ефрейтор Шахрай награждён орденом Славы 1-й степени, стал полным кавалером ордена Славы, за обнаружение в период боев в Восточной Пруссии 3 арт- и 4 минометных батарей,4 орудий ПГО,3 крупнокалиберных пулеметов,2 НП противника и взятие во время боя в фольварке Хольштецт 5 пленных, уничтожив остальной гарнизон фольварка гранатами.
Незадолго до окончания войны был тяжело ранен. День Победы встретил в госпитале. В октябре 1945 года выписался из госпиталя и демобилизовался.

## Послевоенное время
После демобилизации Василий Семёнович приехал на Кубань. Работал на Тихорецком сыркомбинате с 1946 года по 1964 год. С 1964 по 1980 год работал в Тихорецком рефрижераторном вагонном депо в цехе эксплуатации начальником рефрижераторной секции. За время работы подготовил более 30 механиков и начальников поездов.
Признан почетным гражданином города Тихорецка.
В 1985 году награждён орденом Отечественной войны 1-й степени.
Умер 19 февраля 2007 года. Похоронен в Тихорецке.

## Семья
Последнее время проживал у дочери Телегиной Ирины Васильевны. Имеет ещё трех дочерей — Наталью Васильевну, Ольгу Васильевну и Ирину Васильевну.

## Награды
- Орден Октябрьской Революции
- орден Отечественной войны I степени (11.03.1985)
- орденами Отечественной войны II степени]] (16.02.1945)[13]
- Орден Славы I степени (15.05.1946)[2]/
- Орден Славы II степени (20.12.1944)
- Орден Славы III степени (04.05.1944)
- Медаль «За отвагу»(16.07.1943)
- Медаль «За трудовую доблесть»
- Медаль «В ознаменование 100-летия со дня рождения Владимира Ильича Ленина» (6 апреля 1970)
- Медаль «За победу над Германией в Великой Отечественной войне 1941—1945 гг.» (9 мая 1945[14])
- Юбилейная медаль «Двадцать лет Победы в Великой Отечественной войне 1941—1945 гг.» (7 мая 1965[15])
- Юбилейная медаль «Тридцать лет Победы в Великой Отечественной войне 1941—1945 гг.»[16]
- Медаль «Сорок лет Победы в Великой Отечественной войне 1941-1945 гг.»[17]
- Юбилейная медаль «50 лет Победы в Великой Отечественной войне 1941—1945 гг.»[18]

- Медаль «Ветеран Вооружённых Сил СССР»
- Медаль «30 лет Советской Армии и Флота».[19]
- Юбилейная медаль «40 лет Вооружённых Сил СССР»[20]
- Юбилейная медаль «50 лет Вооружённых Сил СССР» (26 декабря 1967[21])
- Юбилейная медаль «60 лет Вооружённых Сил СССР» (28 января 1978[22])
- Юбилейная медаль «70 лет Вооружённых Сил СССР» (28 января 1988[23])
- медаль «За выдающийся вклад в развитие Кубани» и другие.